# Walter V. (Brienne)
Walter V. von Brienne (frz. Gautier, ital. Gualtiero) (* um 1275 in Brienne-le-Château; † 15. März 1311) war der Sohn von Hugo von Brienne und Isabella de la Roche, Tochter von Guido II. de la Roche, Herzog von Athen. Er war der Erbe des Anspruchs der Familie auf das Königreich Jerusalem und auf das Königreich Zypern, ebenso wie auf das Fürstentum Tarent und das Königreich Sizilien.
Er verbrachte seine Jugend als Geisel in der Burg von Augusta in Sizilien. Beim Tod seines Vaters Hugo 1296 erbte er die Grafschaften Brienne, Conversano und Lecce. Wie sein Vater trat er in den Dienst des Königs von Neapel. Im Jahr 1300 geriet er bei Gagliano in einen Hinterhalt. Er wurde erst 1302 durch den Frieden von Caltabellotta befreit.
Der Tod von Guido II. de la Roche, einem Vetter seiner Mutter, im Jahr 1308 machte ihn zum Herzog von Athen. Hier fand er sich unter großem Druck durch das Despotat Epirus, den byzantinischen Kaiser Andronikos Palaiologos und die Walachen. Als Reaktion nahm er 1310 die Katalanische Kompanie unter Vertrag, die gerade das byzantinische Reich verwüsteten, um die Griechen anzugreifen, die auf seinem Gebiet plünderten. Nachdem die Katalanen seine Gegner besiegt hatten, versuchte er, sie wieder loszuwerden. Die Katalanen weigerten sich zu gehen, Walter stellte eine Armee aus französischen Rittern seines Herzogtums, des Fürstentums Achaia und aus Neapel zusammen, ergänzt um athenische Fußsoldaten. 
Am 15. März trafen sie in der Schlacht von Halmyros am Kephissos in Böotien auf die Katalanen und mussten eine vernichtende Niederlage einstecken. Walter und die meisten seiner Ritter wurden getötet, das Herzogtum Athen ging – mit Ausnahme von Argos und Nauplia in den Besitz der Kompanie über. Sie ernannten einen der überlebenden Ritter, Roger Deslaur, zum neuen Herzog. Walters enthaupteter Leichnam wurde vermutlich von Bonifazio da Verona im Kloster Daphni bestattet. Sein Kopf aber wurde von den Katalanen als Siegestrophäe benutzt. Seinen Nachkommen gelang die Auslösung des Kopfes, die ihn in der Kathedrale von Lecce bestatteten. Maria d’Enghien ließ dort ein Denkmal für Walter errichten, das aber bei einem Umbau 1544 zerstört wurde.
Aus seiner im Jahr 1306 mit Jeanne de Châtillon, Tochter von Gaucher V. de Châtillon, Connétable von Frankreich, geschlossenen Ehe entstammten zwei überlebende Kinder:
- Walter VI. († 1356), sein Nachfolger als Graf von Brienne und Lecce und Herrn von Argos und Nauplia
- Isabella († 1360), Nachfolgerin Walters VI.; ⚭ Walter III. von Enghien (Haus Enghien)